# Clash in Paris
Clash in Paris (дословный перевод — «Конфликт в Париже») — премиум-шоу американского рестлинг-промоушна WWE, которое планируется к проведению 31 августа 2025 года на стадионе «Пари-Ла-Дефанс Арена» в Нантере — пригороде столицы Франции Парижа.
Это будет второе премиум-шоу WWE во Франции после Backlash, которое в 2024 году провели в Лионе. Также это будет певое премиум-шоу WWE в Европе после Bash in Berlin, организованного в августе 2024 года в Германии. Второй год подряд в конце Европы WWE проводит свое премиум-шоу в Европе. В 2022 году в начале сентября в Европе было также проведено «Clash at the Castle» — это шоу прошло в Уэльсе, что создаёт тренд на организацию премиум-шоу WWE в Европе на рубеже лета и осени.
Шоу будет доступно для трансляции на стриминговом сервисе Peacock в США и на Netflix в большинстве стран за пределами США. В некоторых странах правами на стриминг проектов WWE обладают разные платформы. Также будет осуществлен показ по традиционной системе pay-per-view (PPV).

## Организация

### Предыстория шоу линейки «Clash…»
Шоу с названием «Clash of Champions» проводилось с 80х годов ХХ века. Это было регулярным телевизионным проектом альянса NWA, а позже — промоушна World Championship Wrestling. В 2001 году права на такое название были выкуплены промоушном WWE вместе с другими торговыми марками WCW. В 2013 году шоу с таким названием было проведено в качестве специального телевизионного шоу NXT. С 2016 по 2020 годы шоу с таким названием проводилось как ежегодное PPV WWE. В 2022 году шоу с названием Clash at the Castle провели в Уэльсе, а через два года, в 2024 году, — в Шотландии (правда в июне). Таким образом Clash in Paris становится третьим шоу неофициальной линейки «Clash…» в WWE. Все такие шоу проводятся в конце лета или начале осени.

### WWE во Франции
Интерес к заокеанским гастролям у Винса Макмэна возник вскоре после того, как он почувствовал, что американский рынок мал для его организации рестлинга. По некоторым данным, впервые во Францию WWF отправился в 1987 году, что странно, поскольку одной из главных звезд WWF в 70е и 80е годы был рестлер французского происхождения Андре Гигант. Во Франции были проведены несколько шоу в конце 80х и начале 90х, после чего финансовый кризис поставил крест на гастролях по этой стране почти на 20 лет. Несмотря на огромную популярность WWF и отдельных рестлеров (в частности, Брета Харта) в Германии и Великобритании, где шоу регулярно проводились и в 90-е, и в начале 2000-х, во Францию WWF не возвращались.
Первым за 14 лет шоу во Франции стало шоу в 2007 м году. Это был Европейский тур WWE после WrestleMania 23, и 24 апреля состоялось шоу в Париже. Любопытно, что на том шоу приключился редкий для современного рестлинга инцидент, по ходу которого судья зафиксировал чемпионскую смену, которая не была запланирована сценарием. Микки Джеймс удерживала Мелину, и та не вырвалась, в результате чего рефери зафиксировал победу. Ситуацию исправили позже на шоу, был назначен еще один матч, в котором Мелина вернула себе титул. Еще одно хаус-шоу провели осенью. После этого во Франции регулярно проводились хаус-шоу весной (после WrestleMania) и осенью, причем иногда это были несколько шоу. В 2009 году во Францию заехали еще и летом, было июньское шоу в Ницце. В 2011 году впервые были проведены четыре подряд домашних шоу — с 21 по 24 апреля в Страсбурге, Лансе и два — в Лионе. 1 ноября 2012 года впервые прошли два домашних шоу во Франции — в Лионе и Нанте. Формат организации хаус-шоу в рамках Европейских туров сохранялся вплоть до 2019 года. В 2018 в Париже впервые провели выездное хаус-шоу NXT. Практика организации таких шоу прервалась в 2020 году с началом коронавирусной пандемии.
Возвращение во Францию состоялось в 2022 году, это было уже привычное шоу Евротура после WrestleMania. Так же было проведено шоу в 2023 году.
Все изменилось в 2024 году, когда было принято решение провести во Франции премиум-шоу Backlash и записи SmackDown накануне этого шоу. Так во Франции впервые провели телевизионное шоу, которое можно было смотреть по всему миру в прямом эфире. Успех был закреплен еще одним хаус-шоу, которое провели через день после Backlash.
Clash in Paris, анонсированное 29 января 2025 года, станет первым премиум-шоу / PPV WWE в регионе Большого Парижа, но вторым премиум-шоу во Франции в целом. В ходе этого мини-тура по Франции там также проведут записи SmackDown 29 августа (в Лионе) и RAW 1 сентября (также в Париже).

### Организация и проведение шоу
16 января 2025 года президент WWE Ник Хан сообщил, что в 2025 году ожидается проведение премиум-шоу WWE во Франции.
29 января было официально объявлено, что 31 августа 2025 года в пригороде Парижа Нантерре будет проведено шоу Clash in Paris. В Париже также состоится шоу RAW 1 сентября.
В конце лета также запланирован ряд шоу WWE во Франции в частности и в Европе в целом. Тур под названием «Road To Clash In Paris» стартует 22 августа в Дублине (Ирландия), где состоятся записи SmackDown. Домашние шоу WWE будут проведены в Ливерпуле, Ньюкасл, Манчестере, Лидсе и Кардиффе (Великобритания). 25 августа в Бирмингеме (Великобритания) пройдет шоу RAW, а 29 августа — в Лионе (Франция) организуют SmackDown.
В апреле был опубликован постер шоу. Фоном для постера стал трехцветный флаг Франции, в правой части была изображена Эйфелева башня. На постере был изображен ряд рестлеров, которые получали от WWE наибольшее продвижение на тот момент. 4 августа стало известно, что Гюнтер, изображенный на постере (на момент публикации постера владевший Чемпионством Мира), ушел на бессрочное лечение и таким образом предположительно пропустит Clash in Paris. Также спустя лишь пару дней после публикации постера травму ноги получил Рей Мистерио, также изображенный на постере. Для лечения травмы в конце апреля он лег на операцию, и предположительно также пропустит шоу.
10 августа директор по контенту WWE Пол Левек в своих соц.сетях опубликовал новый постер к шоу. Он исполнен в стиле картины Звёздная ночь (нидерл. De sterrennacht) Винсента Ван Гога, написанной в 1889 году и с 1941 года хранящейся в Музее современного искусства в Нью-Йорке. На картину добавлен портрет Романа Рейнса и силуэт Эйфелевой башни на заднем плане.

## Сюжеты и назначение матчей
Традиционно на шоу WWE рестлеры проводят матчи, развивающие сюжеты и истории. Наиболее частый вид матча — противостояние положительного («фейс») и отрицательного («хил») персонажей. Подготовка матча и раскрытие сути конфликта происходит на телевизионных шоу — в случае шоу основного ростера WWE это Raw и SmackDown.
30 июня на ТВ-шоу RAW генеральные менеджеры обоих брендов WWE Адам Пирс и Ник Алдис сделали совместное объявление, что на премиум-шоу Evolution состоится батл-роял для участниц всех брендов WWE. Победительница этого матча получит право на титульный матч за чемпионство по своему выбору на Премиум-шоу Clash in Paris. Победительницей того матча оказалась Стефани Вакер, которая таким образом получила гарантированный матч за Женское чемпионство на французском шоу. На том же шоу, Наоми закэшила контракт Money in the Bank и стала новой Чемпионкой мира среди женщин. Наоми защитила титул на SummerSlam в трёхстороннем матче от Рипли и Скай. На RAW 4 августа Вакер предъявила свои претензии на титул Наоми. В свою очередь, для Наоми был назначен еще один титульный матч — на RAW 11 августа против Ийо Скай, но буквально за пару часов до того шоу RAW было объявлено, что врачи запретили Наоми выходить на ринг, таким образом имя оппонентки Вакер на шоу Clash in Paris все еще остаётся под вопросом. На Raw 18 августа, Наоми объявила, что она беременна, поэтому Чемпионство мира среди женщин стало вакантным.
После того, как на SummerSlam Джон Сина проиграл Чемпионство WWE Коди Роудсу, на него напал Брок Леснар, вернувшийся в WWE после двух лет отсутствия. На SmackDown 8 августа Сина сообщил, что не будет отказываться от противостояния с Броком, хотя и боится за самого себя. В ответ на это к нему вышел Логан Пол, назвавший Сину неискренним лжецом. Пол предложил Сине матч и, пользуясь тем, что шоу проходило в Монреале, потребовал, что матч был во франкоязычном городе. Но не в Монреале. По итогам последовавшей перепалки, в которой поучаствовали также Дрю Макинтайр и Коди Роудс, матч был утвержден. Ожидается, что это будет первое и последнее появление Сины на шоу линейки «Clash…», поскольку ранее он объявил о завершении карьеры в 2025 году.
На WrestleMania 41 Пол Хейман предал своих давних клиентов Романа Рейнса и СМ Панка, присоединившись к третьему участнику их матча — Сету Роллинсу, который матч и выиграл. После WrestleMania к Роллинсу и Хейману присоединились Брон Брейккер и Бронсон Рид, при этом Брейкер на первом RAW после WrestleMania нанес сюжетную травму Рейнсу, отправив его на продолжительное лечение. На RAW 26 мая Сет Роллинс квалифицировался в матч «Деньги в Банке» на шоу Money in the Bank. В тот же матч тремя днями ранее на SmackDown 23 мая квалифицировался ЛА Найт. СМ Панк в матч попасть не смог из-за того, что в его матч на RAW 2 июня вмешивались Брейккер и Рид. Сет Роллинс организовал несколько удачных нападений на других участников матча за контракт «Деньги в банке», и на самом премиум-шоу он смог выиграть этот матч — опять же при участии своих приспешников, заработав право на титульный матч в любой удобный момент в течение года. ЛА Найт вскоре предъявил Роллинсу претензии по поводу его атак, и 12 июля на Saturday Night’s Main Event XL им был назначен матч. Во время этого матча Роллинс получил тяжелую травму колена. 14 июля на RAW был проведен гаунтлет-матч за претендентство на Чемпионство Мира в тяжелом весе. Этот матч выиграл СМ Панк, удержавший Брона Брейкера, которому по ходу матча периодически помогал Рид. После матча Брейкер и Рид напали на СМ Панка. На помощь пришел Джей Усо, но его усилий оказалось недостаточно. Тогда им помог Роман Рейнс, вернувшийся на шоу впервые с WrestleMania. Рейнс и Усо в результате получили матч на SummerSlam против Брейккера и Рида, и этот матч благополучно выиграли. На том же шоу СМ Панк победил Гюнтера и стал Чемпионом мира в тяжёлом весе. После этого на сцену вышел Сет Роллинс. Роллинс отбросил костыли, на которых провел три недели, показав, что все это время симулировал травму, после чего реализовал контракт Money in the Bank и стал Чемпионом мира в тяжёлом весе во второй раз. На RAW после SummerSlam 4 августа Роллинсу был назначен матч за его титул против ЛА Найта на основании того, что Найт одержал победу над Роллинсом на шоу Saturday Night’s Main Event, и имеет моральное право на титульный матч. Бой завершился вмешательством СМ Панка и был остановлен по дисквалификации. Началась большая потасовка, в которой поучаствовали приспешники Роллинса, а также Роман Рейнс. Через неделю на RAW 11 августа Найт и Панк поругались между собой, но согласились на командный матч против Брейккера и Рида. Этот матч завершился вмешательством Сета Роллинса, и в очередной потасовке также поучаствовал Джей Усо. Адам Пирс в итоге назначил четырехсторонний матч на Clash in Paris, в котором Роллинс будет защищать титул от Панка, Найта и Усо.

## Заявленные матчи
| №                                                          | Матч*                                             | Условия                                                  |
| ---------------------------------------------------------- | ------------------------------------------------- | -------------------------------------------------------- |
| 1                                                          | Джон Сина vs Логан Пол                            | Одиночный матч                                           |
| 2                                                          | Сет Роллинс (ч) vs Джей Усо vs ЛА Найт vs СМ Панк | Четырёхсторонний матч за Чемпионство мира в тяжёлом весе |
| 3                                                          | Шимус vs Русев                                    | Матч без дисквалификаций                                 |
| - (ч) – чемпион на начало матча - * матчи могут измениться |                                                   |                                                          |